# Камертон (завод)
Завод «Камертон» (бел. Завод «Камертон») – предприятие электронной промышленности, расположенное в городе Пинск Брестской области Беларуси.

## История
Завод был организован в 1979 году. Он был создан приказом Министерства электронной промышленности СССР от 29 июня 1979 года № 399 «[в] целях резкого наращивания объемов производства электронных наручных часов, более оперативного решения вопросов по разработке и освоению новых моделей, а также расширения номенклатуры выпускаемых моделей часов». К этому времени завод не был достроен до конца, был готов только один корпус (строился с 1978 года и первоначально проектировался для производства корпусов и браслетов к наручным часам к электронным наручным часам). С самого начала завод входил в состав производственного объединения «Интеграл» с центром в Минске.
В 1996 году преобразован в государственное предприятие «Завод "Камертон"», подчинённого НПО «Интеграл» Министерства промышленности Республики Беларусь. В 2000 году преобразован в республиканское унитарное предприятие. В 2010 году (по другой информации, в 2012 году) завод преобразован в филиал ОАО «Интеграл».

## Продукция
Первоначально завод был ориентирован на производстве электронных наручных часов и браслетов к ним. В 1980 году были выпущены первые корпуса наручных часов, производство началось в 1988 году. Первые модели, которые производил завод – «Школьник», «Дарья-31», а с 1989 года началось производство часов моделей «Дарья-13», «Электроника-52», «Электроника-53» и «Дрозд-3». В 1991 году завод начал производить электронные игры.
Также завод специализировался на производстве кремниевых пластин (их серийное производство было налажено в 1981 году). Также на заводе некоторое время производились часы с функцией кардиомонитора. По состоянию на 2000 год завод производил пластины из монокристаллического кремния, цифровые измерители артериального давления, электронные наручные часы, электронные шагомеры, электронные часы-термометры, электронные игры.
По состоянию на 2025 год завод производит пластины монокристаллического кремния (от 40 мм до 200 мм), ситалловую подложку (экспортируется в Россию для военных и гражданских потребителей), медицинское и ультрафиолетовое оборудование (измерители давления, облучатели и очистители воздуха) мультимедийные панели, светодиодные светильники, изделия электронной техники (преобразователи напряжения, часы настенные кварцевые, звуковые сигналы), тепличные светильники, а также оказывает услуги 3D-печати (на заводе установлено 15 3D-принтеров).